# Morze Czukockie
Morze Czukockie (ros. Чукотское море, ang. Chukchi Sea) – część Oceanu Arktycznego leżąca za północnym kołem podbiegunowym, pomiędzy wybrzeżem Alaski a Syberią. Morze Czukockie połączone jest Cieśniną De Longa z Morzem Wschodniosyberyjskim, na wschodzie sąsiaduje z Morzem Beauforta, a na południu łączy się z Oceanem Spokojnym za pośrednictwem Cieśniny Beringa.
Nazwa pochodzi od plemienia Czukczów zamieszkujących północno-wschodni kraniec Rosji, w tym Półwysep Czukocki.
Przez Morze Czukockie przechodzi linia zmiany daty.

## Warunki klimatyczne
Klimat mroźny. Morze Czukockie jest żeglowne od lipca do października. W okresie zimowym cała powierzchnia Morza Czukockiego pokryta jest lodem. Linia brzegowa jest stosunkowo słabo rozwinięta. Wzdłuż wybrzeża rosyjskiego występują prądy unoszące góry lodowe.

## Gospodarka
Rybołówstwo obejmuje głównie połowy dorsza. Poluje się także na morsy i foki.